# Masakra w El Calabozo

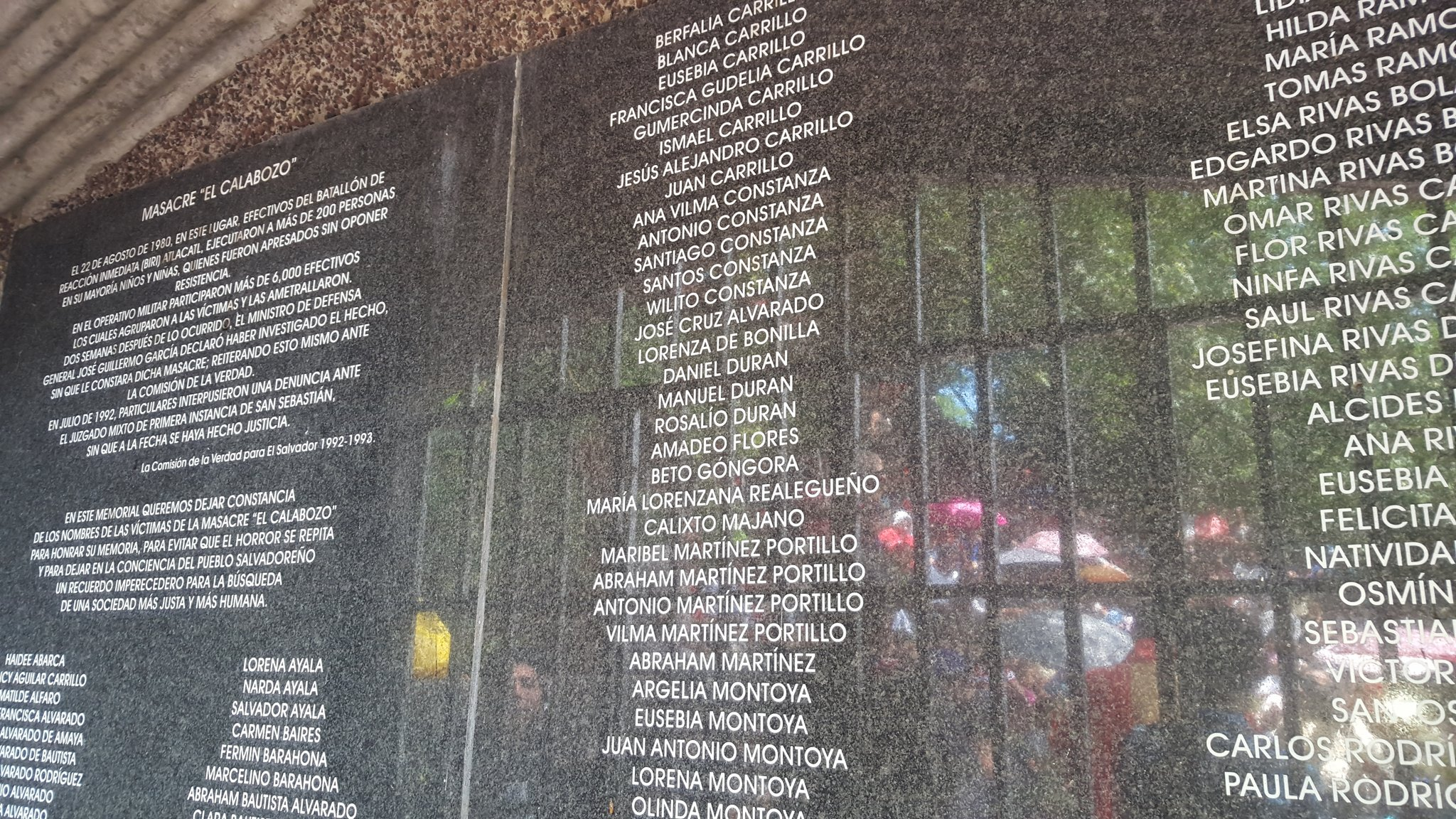
Tablica upamiętniająca ofiary maskary

Masakra w El  Calabozo (hiszp. El Calabozo massacre) – jedna z masakr dokonana w dniach 21-22 sierpnia 1982 roku przez batalion Atlacatl na ludności cywilnej, w czasie wojny domowej w Salwadorze.
Do masakry w El Calabozo doszło w czasie wojny domowej w Salwadorze, w której stronami konfliktu była junta wspierana przez USA oraz lewicowa partyzantka walcząca pod nazwą Front Wyzwolenia Narodowego im. Farabundo Martí, wspierana przez Kubę i Nikaraguę. Po stronie prawicowej junty oprócz szwadronów śmierci działał także szkolony przez amerykanów elitarny batalion Atlacatl, w którym służyło co najmniej 10 oficerów amerykańskich. W El Calabozo w departamencie San Vicente zamordowanych zostało około 200 osób, wśród zabitych były dzieci i starcy. Była to kolejna masakra ludności cywilnej jakiej dokonał batalion Atlacatl.